# Freedom Acres, Arizona
Freedom Acres je naseljeno područje za statističke svrhe u američkoj saveznoj državi Arizona. Prema popisu stanovništva iz 2010. u njemu je živjelo 84 stanovnika.